# Muelleranthus
Muelleranthus je biljni rod iz porodice mahunarki smješten u tribus Bossiaeeae. Postoje četiri vrste, grmovi i zeljasto bije, australski endemi.

## Vrste
1. Muelleranthus obovatus I.Thomps.
2. Muelleranthus parvalatus I.Thomps.
3. Muelleranthus stipularis (J.M.Black) A.T.Lee
4. Muelleranthus trifoliolatus (F.Muell.)